# Oliva concavospira
Oliva concavospira is een slakkensoort uit de familie van de Olividae. De wetenschappelijke naam van de soort is voor het eerst geldig gepubliceerd in 1914 door G.B. Sowerby III.